# Dardanelle (Arkansas)
Dardanelle is een plaats (city) in de Amerikaanse staat Arkansas, en valt bestuurlijk gezien onder Yell County.

## Demografie
Bij de volkstelling in 2000 werd het aantal inwoners vastgesteld op 4228.
In 2006 is het aantal inwoners door het United States Census Bureau geschat op 4407, een stijging van 179 (4,2%).

## Geografie
Volgens het United States Census Bureau beslaat de plaats een oppervlakte van
7,9 km², geheel bestaande uit land. Dardanelle ligt op ongeveer 95 m boven zeeniveau.

## Plaatsen in de nabije omgeving
De onderstaande figuur toont nabijgelegen plaatsen in een straal van 24 km rond Dardanelle.

## Geboren in Dardanelle
- Tom Cotton (1977), senator voor Arkansas